# Wallfahrtskirche St. Leonhard (Kaufering)
Die katholische Wallfahrtskirche St. Leonhard liegt einige hundert Meter südlich von Kaufering (Landkreis Landsberg am Lech, Oberbayern) auf dem Lechhochufer. Der kleine barocke Sakralbau wurde ab 1975 grundlegend renoviert. Die zugehörige Leonhardifahrt wird seit 1974 wieder jährlich durchgeführt.

## Geschichte
Gründungslegende

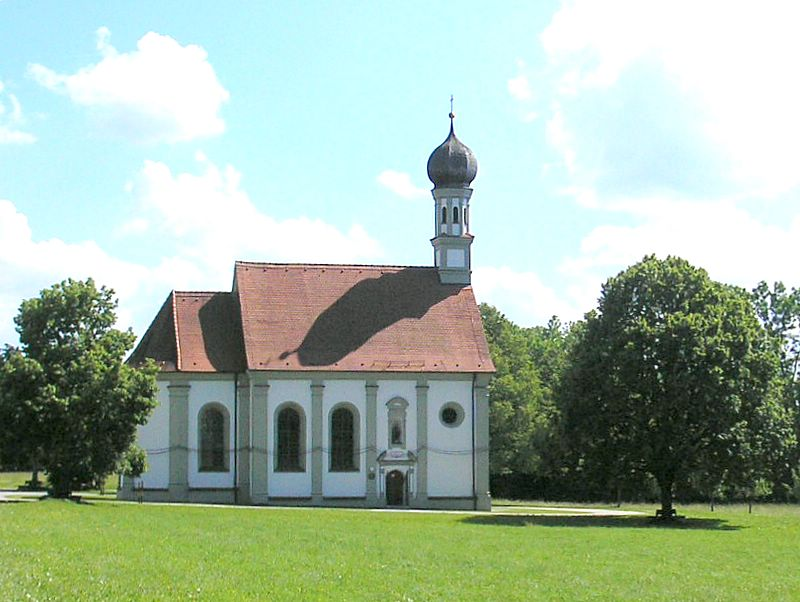
Gesamtansicht von Norden

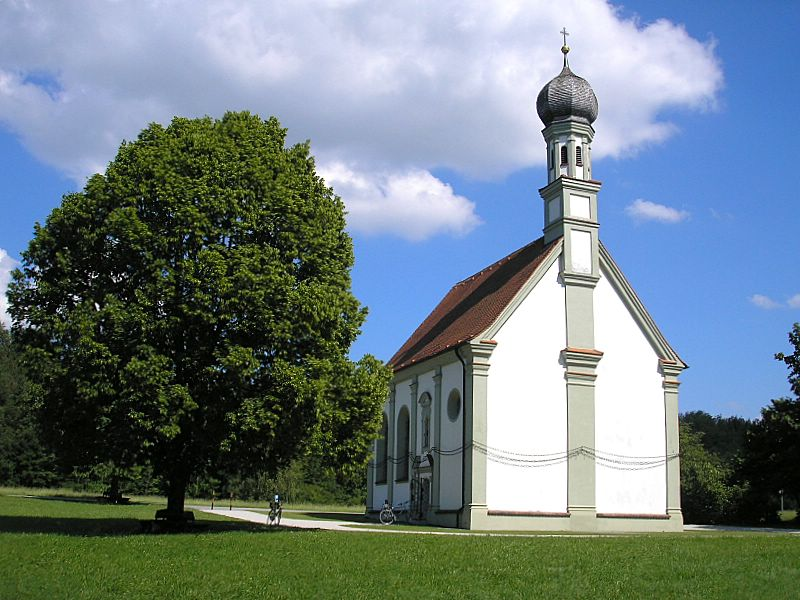
Die Westfassade

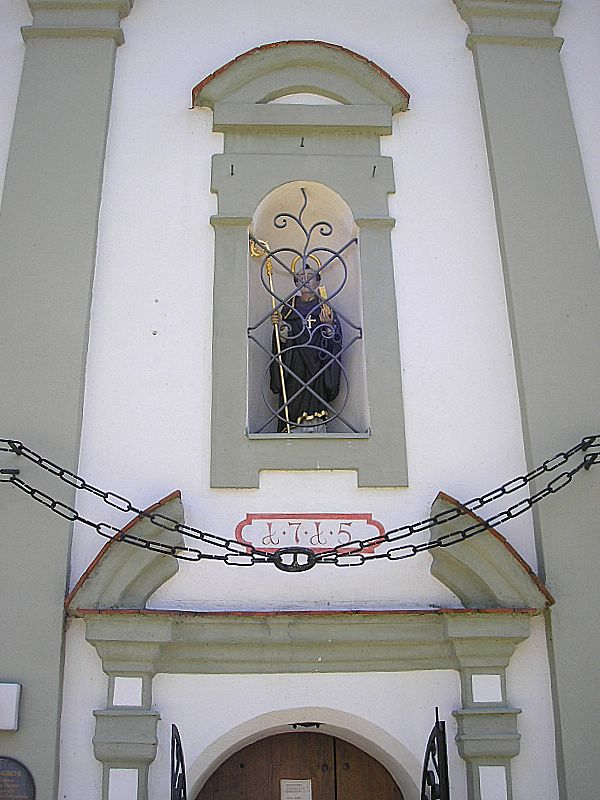
Die Nachbildung des alten Gnadenbildes über dem Nordportal

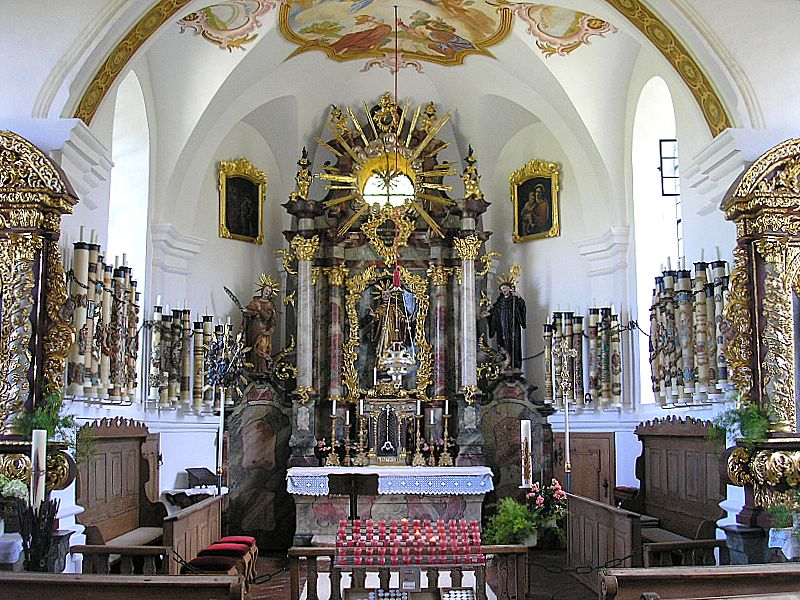
Blick in den Chor

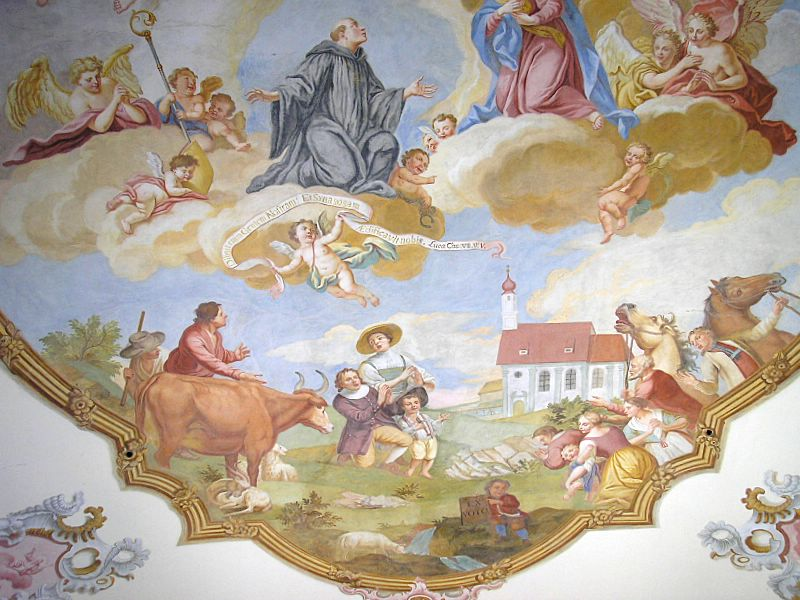
Der Westteil des Hauptfreskos

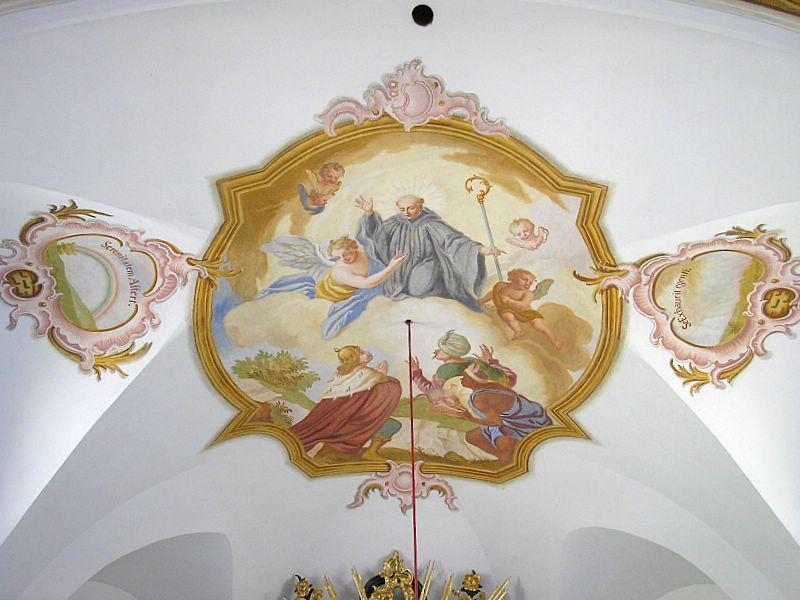
Das Chorfresko

Einer Legende zufolge wurde das Gnadenbild in der zweiten Hälfte des 17. Jahrhunderts vom Hochwasser des Lech angespült. Ein Anwohner stellte die hölzerne Leonhardsfigur in der Höhlung einer Eiche auf, fand sie jedoch später auf einer Wiese wieder. Man brachte die Skulptur wieder zum Baum zurück, kurz darauf lag das Bildwerk wieder am Standort der späteren Kirche. Dies soll sich einige Male wiederholt haben.
Um 1704 beschloss man deshalb die Errichtung einer hölzernen Wallfahrtskapelle. Der Standort war durch den Heiligen selbst bestimmt worden.
Baugeschichte
Diese Holzkapelle stürzte bereits 1712 ein. Die Wallfahrt war in der Umgebung bereits so beliebt, dass die Gemeinde nun einen steinernen Neubau in Angriff nahm. Diese Kirche konnte 1723 durch den Augsburger Weihbischof Johann Jakob von Mayr konsekriert werden. Die Ausstattung war jedoch erst 1765 vollendet.
In den 1970er-Jahren machte der schlechte Bauzustand eine umfassende Sanierung notwendig. Eine Spendenkampagne ermöglichte eine aufwändige Generalsanierung, die 1999 durch eine weitere Innenrenovierung ergänzt wurde.
Der Baumeister des kleinen Gotteshauses ist urkundlich nicht überliefert. Stilvergleiche weisen den Bau jedoch Michael Natter (1649–1719) zu. Als Vorbild nahm der Meister wohl seine Leonhardskirche in Utting am Ammersee. Die Gliederung beider Sakralbauten ist sehr ähnlich gestaltet.

## Beschreibung
Außenbau
Die Kirche steht einsam in der Lechwiese. Die Gliederung besteht aus toskanischen Pilastervorlagen, zwischen denen schlanke Rundbogenfenster sitzen. Auf dem Westgiebel sitzt ein rekonstruierter, oktogonaler Dachreiter mit Zwiebelhaube.
Der Chor ist etwas eingezogen, also schmäler als das Langhaus und schließt in drei Seiten des Achtecks. Das Ziegeldach ist gegenüber dem Satteldach des Schiffes erniedrigt, auch innen ist das Presbyterium niedriger als der Gemeinderaum.
Die beiden schmiedeeisernen Ketten um die Kirche sind eine Zutat der Restaurierung von 1975. Solche Ketten finden sich um zahlreiche Leonhardskirchen. Der hl. Leonhard ist der Patron des Viehs und wurde deshalb besonders in ländlichen Regionen verehrt.
In der Nische über dem Nordportal steht eine Nachbildung des ursprünglichen Gnadenbildes.

## Ausstattung
Fresken
Das große Deckenfresko zeigt den hl. Leonhard als Fürbitter der Landbevölkerung vor Maria und der hl. Dreifaltigkeit. Die volkstümlich gestaltete Darstellung wird dem Münchner Meister Franz Seraph Kirzinger (1730–um 1795) zugeschrieben und ist gegen 1765 entstanden. Im Westen erkennt man eine Ansicht der Kirche, die allerdings um eine Achse verkürzt ist. Um das Hauptfresko sind sechs blaue und rote Grisaillemalereien angeordnet, die den Kirchenpatron als Helfer und Heiligen schildern.
Von Kirzinger stammt auch das Chorfresko, das die Verehrung des hl. Leonhard durch drei Erdteile thematisiert.
Über dem Chorbogen rahmt eine gemalte Vorhangdraperie ein Chronogramm, dem man drei wichtige Daten der Baugeschichte entnehmen kann:
SANCTO LEONARDO LIBERA PROMISIT PIETAS (=1704)
DEVOTA KAVFRINGANA CONDIDIT LIBERALITAS (=1715)
MVNIFICA CORONAVIT PRODIGALITAS (=1765)
(etwa: Ungezwungene Frömmigkeit hat es dem hl. Leonhard versprochen. Kauferinger Freigebigkeit hat es in diesem Versprechen gebaut und großzügige Ausstattungsfreudigkeit hat es gekrönt)
Altäre
Der Hochaltar mit seinen doppelten Säulenstellungen entstand um 1765 in Rokokoformen. Im Zentrum steht der Schutzpatron St. Leonhard. Die Skulptur mit der Eisenkette ist ein Spätwerk Lorenz Luidls (um 1715). Der Landsberger Meister schuf auch die Seitenfigur der hl. Katharina. Von seinem Sohn Johann stammt wahrscheinlich der hl. Magnus mit dem Drachen auf der Südseite (um 1730/50).
Die kleine Fensteröffnung im Chorscheitel ist als Heilig-Geist-Fenster in den Auszug (Aufsatz) einbezogen und wird von einer Strahlenglorie umrahmt.
Die beiden barocken Seitenaltäre gehören noch zur Erstausstattung (um 1715). Je zwei gedrehte Säulenpaare flankieren Muschelnischen, in denen eine Mondsichelmadonna bzw. der hl. Antonius von Padua stehen. Die Figur des Heiligen mit dem Jesuskind schuf Lorenz Luidl für den rechten Seitenaltar. In der Nische des linken Gegenstückes steht die bedeutende Muttergottes auf der Mondsichel, die oft Hans Deglers Sohn David zugeschrieben wird (Weilheim, um 1670)
Sonstige Ausstattung
Im Chor stehen zahlreiche große Votivkerzen, welche die ungebrochene Bedeutung der Kauferinger Leonhardiwallfahrt dokumentieren. Von den alten Votivbildern ist nur eine Tafel aus dem Jahr 1879 überkommen.
An der Südwand des Langhauses hängt eine Kreuzigungsgruppe Lorenz Luidls (1717) vor einem gemalten Vorhang.
Die Orgel mit ihrem Prospekt in Neurokokoformen (Obere Empore) ist eine Schöpfung der Biberacher Firma Albert Reiser (1975). Anlässlich der damaligen Restaurierung wurde das Geläut durch eine dritte Glocke ergänzt, die beiden alten Glocken sind 1725 datiert.